# Quítxua II
El quítxua II, també denominat quítxua A i wámpuy, és la més estesa de les dues branques filogenètiques de les llengües quítxues. El quítxua és oficial a nivell nacional en diversos estats: el Perú amb 3,8 milions, —segons el cens de 2017—, Bolívia, amb 2,4 milions —segons dades de 2004— i l'Equador, amb 450 mil parlants. També es parla, sense ser oficial a nivell nacional, en el nord de l'Argentina —930.000—, el nord de Xile — 180.000 — i a Colòmbia —<20.000.
En la seva proposta original Alfredo Torero no sols va classificar al quítxua en les branques Q. I i Q. II, sinó que a més dividí el quítxua II en tres branques: A, B i C. Mentre la branca A no es descrivia per característiques comunes sinó per la seva posició intermèdia enfront dels quítxues centrals, les branques B i C van ser millor propostes sobre la base de les seves innovacions comunes. El Quítxua II B conté es distribueix des dels departaments de Nariño i Putumayo (Colòmbia) fins a la regió peruana de San Martín, incloent la totalitat de dialectes en el l'Equador. Els dialectes de la branca II B solen sonorizar la consonant posterior a "n" (per exemple, [ˈiŋ.ga] en comptes de [ˈiŋ.ca]) i pronunciar "q" com [k], perdent les vocals tots els canvis que tenen en els altres dialectes quan són limítrofs a aquesta lletra. D'altra banda, el Quítxua II C ve a ser el que es coneix per quítxua meridional, i es distribueix per la Serra sud peruana, la puna de la regió xilena de Antofagasta, els Andes bolivians i el nord argentí. Les variants del Cusco, Puno, Arequipa i Bolívia, així com de Jujuy, Argentina, que han manllevat les consonants oclusives aspirades i glotalitzades de l'aimara, pertanyen al subgrup Cusco-Collao.
- Quítxua II A
  - Cajamarca (qvc)
  - Incahuasi-Cañaris - (quf)
  - Laraos
  - Lincha
- Quítxua II B
  - Chachapoyas
  - Lamas
  - Equador-Colòmbia
  - Quítxua costaner
- Quítxua II C
  - Ayacucho
  - Cusco-Bolivia
  - Santiaguenyo

La proposta inicial incloïa al quítxua de Pacaraos en el grup Q. II A, no obstant això, va ser discutida la seva ubicació juntament amb la branca Q. I.